# أساكوسا

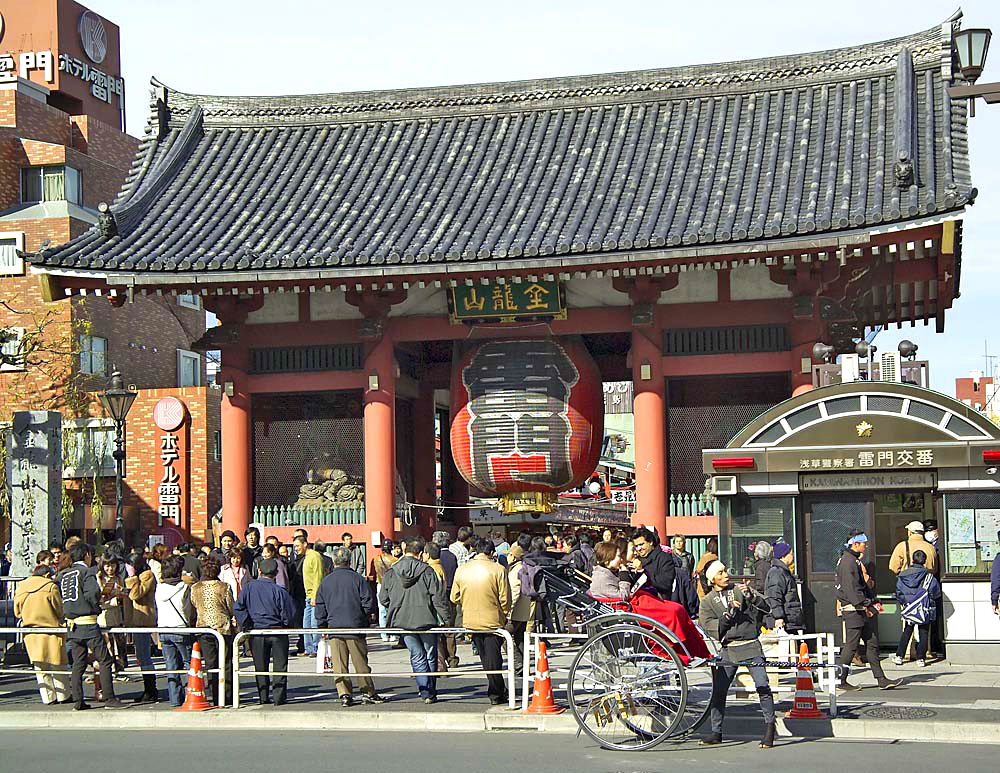
بوابة كامينارينومون الشهيرة

اساكوسا باليابانية تكتب (باليابانية: 浅草) هي منطقة من مناطق حي تايتو، طوكيو، اليابان. يقع في أساكوسا أشهر معابد البوذية سينسوجي ويعبر بجانب المنطقة نهر سوميدا.
نظراً لوجود العديد من المنشآت الدينية في المنطقة، تقام العديد من الاحتفالات ذات الطابع الشنتوي في أساكوسا. فتغلق الطرق لهذه الاحتفالات المميزة. من أشهر هذه المهرجانات هو سانجا ماتسوري الذي يعتبر أحد أكبر ثلاثة مهرجانات في طوكيو ويعقد في شهر مايو من كل عام.
بالإضافة إلى الاحتفالات الدينية في المنطقة هناك الكثير من المتاجر التقليدية اليابانية التي تبيع العديد من المنتجات اليابانية التقليدية القديمة والتي اشتهرت بها اليابان.
==

## أعلام
- جون إيشيكاوا
- دايسوكي أساكورا
- أتسوشي واتانابي
- هوكوساي
- دايسوكي كاتو